# Anthophora ruficaudis
Anthophora ruficaudis är en biart som först beskrevs av Cameron 1905.  Anthophora ruficaudis ingår i släktet pälsbin, och familjen långtungebin. Inga underarter finns listade i Catalogue of Life.